# هنري هيل (نبال)
هنري هيل (بالفرنسية: Henri Helle)‏ هو نبال فرنسي، ولد في 4 سبتمبر 1873 في Thiescourt ‏ في فرنسا، وتوفي بنفس المكان في 21 يونيو 1901.

## وصلات خارجية
- هنري هيل على موقع أوليمبيديا (الإنجليزية)